# Bence Deutsch
Bence Deutsch (maďarsky Deutsch Bence; * 4. srpna 1992, Budapešť) je maďarský fotbalista, od roku 2022 obránce týmu BFC Siófok.

## Kluby
- 2012–2020: Budapešť (MTK Budapešť)
  - 2012–2013: Szigetszentmiklós	(Szigetszentmiklósi TK)
  - 2013: Pécs (Pécsi Mecsek FC)
  - 2014: Szigetszentmiklós (Szigetszentmiklósi TK)
  - 2016–2017: Zalaegerszeg (Zalaegerszegi TE)
- od 2020: Siófok (BFC Siófok)[1]

## Soukromý život
Jeho matkou je pedagožka Krisztina Fesszel, jeho otcem je pravicový politik Tamás Deutsch, který byl v letech 1999 až 2002 ministrem mládeže a sportu v první vládě Viktora Orbána, přičemž od roku 2009 je poslancem Evropského parlamentu za stranu Fidesz.